# 徐天麟 (明朝)
徐天麟（？—17世紀），字聖俞，一字陵如，號退谷，松江府上海縣人，明朝、南明政治人物。

## 生平
徐天麟自幼失去雙親，喜歡讀書，但過了三十歲才成為諸生，天啟四年（1624年）中舉人，崇禎四年（1631年）成進士，吏部观政，八年（1635年）獲授南京兵部主事，十年（1637年）升郎中。
弘光時，與朱芾煌、吳國琦、劉若宜等共事。不久因為供養父母而辭官歸鄉，杜門謝客，僅與一二故友飲酒長吟。

## 著作
其詩文爽朗有奇氣，著作有《西郊草堂集》、《廣蔭軒雜詠》。

## 引用
1. ↑  《崇祯四年辛未科三百五十名进士履历》：徐天麟，退谷，诗五房，庚戌九月二十七日生。上海人，甲子一百三十六，会一百十八名，吏部政，乙亥授南兵部主事，丁丑升郎中。曾祖苗。祖子貴。父模。
2. 1 2  錢海岳《南明史·卷三十一·列傳第七》：（弘光）時兵部先後司官之可紀者，為朱芾煌、吳國琦、劉若宜、徐天麟、姜一學、周祚新、張印中、吳亮明、潘自得、王健、賀燕徵、黃衷赤、張大賡、張延祚、姚孫棐、金邦柱、黃泰來、黃鍾斗、李長似、張拱端、徐肇森、荊廷實、許士健、劉星耀、陳璧、董念陛云。……天麟，字退谷，上海人。崇禎四年進士。武庫郎中。杜門。
3. ↑  同治《上海縣志·卷十五·選舉表上》：天啟四年甲子科解元周鑣……徐天麟 見進士
4. ↑  同治《上海縣志·卷十九·人物二》：徐天麟，號退谷，崇禎四年進士。幼孤好學，年踰三十始為諸生，旋以進士厯官南兵部郎中。蕭然若寒素，告養歸，杜門卻埽，惟與一二故人引滿長嘯。詩文忼爽有奇氣，著有《西郊草堂集》、《廣蔭軒雜詠》。